# Юта Джаз
«Юта Джаз» (англ. Utah Jazz) — профессиональный баскетбольный клуб, выступающий в Северо-западном дивизионе Западной конференции Национальной баскетбольной ассоциации. Команда базируется в городе Солт-Лейк-Сити, штат Юта. Клуб был основан в 1974 году и назывался «Нью-Орлеан Джаз». Располагался в Новом Орлеане, штат Луизиана. После пяти сезонов в НБА в 1979 году команда переехала в Юту. В первых сезонах «Джаз» были одной из худших команд в лиге и смогли попасть в плей-офф лишь через 10 лет после основания — в 1984 году.

## История

### 1974—1979: Ранние годы в Новом Орлеане

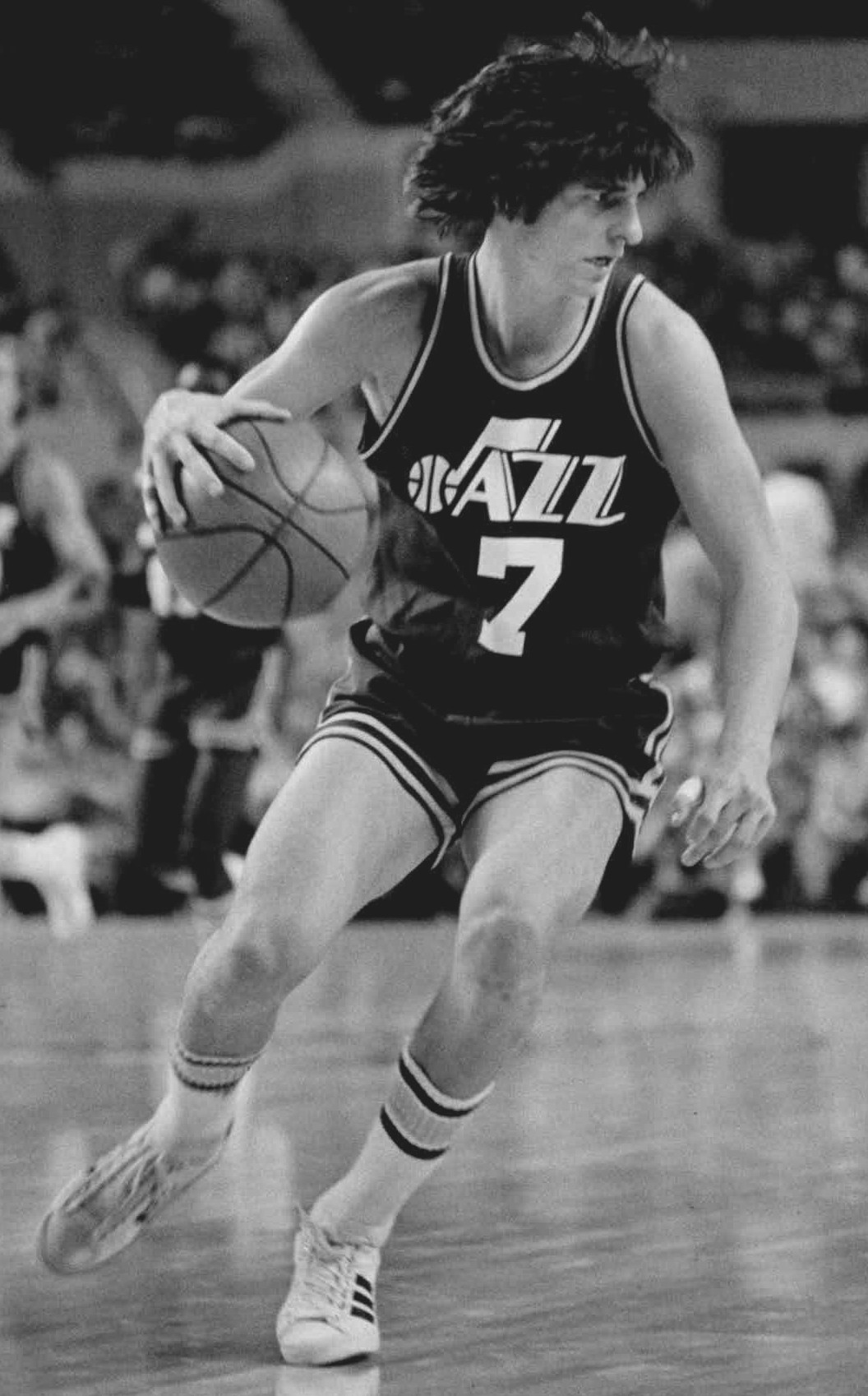
Пит Маравич выступал за «Джаз» с 1974 по 1980 гг.

7 июня 1974 года «Джаз», располагавшаяся в Новом Орлеане и называвшаяся «Нью-Орлеан Джаз», стала 18-й командой, включенной в состав НБА. Первым достижением стала покупка «звёздного» защитника Пита Маравича у «Атланты». Взамен «Джаз» отдала два пика первого раунда драфта, три пика второго раунда, а также один пик третьего раунда на ближайшие три года. Игрок лидировал по количеству набранных очков в сезоне 1976-77 со показателем 31,1 очко за матч, однако лучший результат «Нью-Орлеан Джаз» по соотношению побед и поражений пришелся на сезон 1977-78 и составил 39-43. Маравич в этом сезоне повредил колено и во многих матчах не участвовал.
Также в Новом Орлеане возникали проблемы с местом выступлений. В первом сезоне команда выступала в Лойола Филдхаусе при университете Нового Орлеана, где баскетбольная площадка была больше, чем требовалось, соответственно, требовалось натягивать сетку для того, чтобы атлеты не выходили за пределы поля. Позднее игры стали проводиться в зале Луизиана Супердоум, однако высокие требования к баскетбольном залу, а также условия лизинга и травма Маравича не способствовали успеху клуба. Также команда столкнулась с проблемой ежегодно проводить целый месяц в играх на выезде в связи с фестивалями Марди Гра. Через несколько лет основатель и владелец клуба Сэм Бэттисон отмечал, что у клуба не было плана на плей-офф, команда на него не претендовала. Однако распорядитель Супердоума на тот период, Билл Кёрл, в свою очередь заметил, что руководство стадиона ежегодно бронировало даты для плей-офф и оповещало руководство клуба, однако ни на одно письмо клуб не ответил.
После этого было решено, что сезон станет последним в Новом Орлеане. Ещё одним унижением для команды стало то, что «Лос-Анджелес Лейкерс» под первым номером драфта 1979 года выбрали Мэджика Джонсона. Пик должен был достаться «Джаз», если бы несколько лет назад они не купили права на Гейла Гудрича. Кроме того, «джазмены» отказались от прав на Мозеса Мэлоуна для того, чтобы получить один из трёх пиков первого раунда, которые были потрачены на Гудрича. Отказ от двух членов (в дальнейшем) Зала славы в пользу Гудрича, который вскоре был вынужден завершить карьеру из-за травмы, сделал эту сделку одной из самых неудачных в истории НБА.

### Переезд в Юту
Первые пять лет команда была вполне конкурентоспособной, однако с 1979 года финансовое положение клуба ухудшилось. Барри Мендельсон, бывший исполнительным вице-президентом команды, сказал, что одной из проблем была уплата 11%-го налога на развлечения, самого большого в США. Кроме того, команде не удавалось заручиться поддержкой местных корпораций или инвесторов, что было существенно для существования клуба в этот период.
Бэттисон посчитал, что команда не будет успешной в Новом Орлеане и рассматривал различные варианты переезда. После нескольких вариантов он остановился на Солт-Лейк-Сити, даже несмотря на уменьшение количества зрителей. Однако город доказал свою состоятельность хотя бы тем фактом, что с 1970 по 1976 год принимал команду АБА «Юта Старз». «Старз» пользовались в городе большой популярностью, а в дебютном сезоне после переезда из Лос-Анджелеса стали чемпионами АБА. Однако в последние два сезона у команды были финансовые трудности и после 16 матчей в сезоне 1975-76 она была вынуждена закрыться. Хотя Солт-Лейк-Сити не был известен своей джазовой культурой, было решено сохранить название, также как и оригинальные цвета клуба — зелёный, сиреневый и золотой (цвета Марди Гра). Некоторые были возмущены сохранением названия после переезда из Нового Орлеана.

### 1974—1984: Эра Френка Лейдана
После переезда в Юту посещаемость матчей снизилась, в основном, из-за недостатков маркетинга в Солт-Лейк-Сити и позднего решения о переезде (июнь 1979 года). Первые реальные шаги менеджмент клуба начал предпринимать уже во второй половине года. В обмен на Спенсера Хейвуда в команду был приглашен высокорезультативный форвард Эдриан Дэнтли. В сезоне 1979-80 Дэнтли в среднем за матч набирал 28 очков. Кроме того, клуб покинул Пит Маравич. Сезон команда закончила с показателями 24-58, однако получила второй пик драфта 1980 года, на котором был выбран Даррелл Гриффит из Луисвилла, что позволило продолжить перестройку команды.
Сезон 1980-81 прошёл в борьбе с соперниками и финансовыми трудностями. Несмотря на наличие многолетнего участника Матча всех звёзд Дэнтли, набирающего по 20 очков за матч, а также талантливого Гриффита и нового разыгрывающего Рики Грина, «Джаз» не смогли одержать больше 50 % побед в сезоне, закончив его с показателем 25-57.
На драфте НБА 1982 года «Джаз» выбрали Доминика Уилкинса. Команда предпочла бы Джеймса Уорти или Терри Каммингса, но они ушли под первым и вторым номером в «Лейкерс» и «Клипперс». «Джаз» спокойно отнеслись бы к переходу Уилкинса или обмену, так как команде нужен был тяжёлый или лёгкий форвард, позиции, которые мог закрыть Каммингс. Однако у Бэттисона продолжались финансовые проблемы, кроме того, сам Уилкинс заявил, что не хочет переезжать в Солт-Лейк-Сити. В итоге «Джаз» совершили обмен Уилкинса в «Атланту», а к команде присоединились Джон Дрю и Фримен Уильямс. Эта сделка, если не учитывать обстоятельства, стала одной из самых провальных в истории НБА. Уилкинс в итоге попал в Баскетбольный зал славы, а Дрю и Уильямс на двоих отыграли лишь четыре сезона за «Джаз».
В сезоне 1982-83 Дэнтли пропустил 60 из 82 матчей из-за травмы. Лучшего бомбардира команды заменить никто не смог. Новичок клуба Дрю также принял участие всего в 44 играх. Наибольшее количество очков в клубе набирали Гриффит (22,2), Рики Грин (14,3) и Дэнни Шейес (12,4). На позиции центрового выступал новичок Марк Итон. Сезон команда окончила с показателями 30-52, вновь не попав в зону плей-офф, однако показав значительно лучшие результаты за последние несколько лет.
На драфте 1983 года команда использовала пик первого раунда для выбора Тарла Бэйли (7-й номер) и Боба Хансена (54-й номер). Сезон 1983-84 вновь начался с неопределённости. Команда теряла деньги, а менеджмент клуба был вынужден придумывать что-то новое. Например, чтобы заработать деньги, команда играла в Лас-Вегасе. Вновь возникли разговоры о переезде клуба, так как финансовые средства Бэттисона оставляли желать лучшего. Кризис усугублялся отсутствием рынка в Солт-Лейк-Сити. Однако результаты выступлений команды улучшились, хорошо показывали себя вернувшийся в строй Эдриан Дэнтли, Джефф Уилкинс и новичок Тарл Бэйли, выступавшие на позиции форварда. Позицию центрового закрывали Марк Итон и Рич Келли. Защитники Рики Грин и Даррел Гриффит играли в основе, а со скамейки выходил Джон Дрю, набиравший по 17 очков. С показателями 45-37 «Джаз» удалось стать чемпионами Среднезападного дивизиона и завоевать первый титул в клубной истории. В серии плей-офф в первом раунде «Джаз» со счётом 3-2 победили «Денвер Наггетс» и во втором раунде вышли на «Финикс Санз». Несмотря на то, что последний матч в семиматчевой серии должен был пройти дома, команда уступила в шести поединках 4-2.
Фаната клуба были расстроены, когда на драфте 1984 года был выбран неизвестный защитник Джон Стоктон, и на церемонии драфта он был освистан.

### 1984—2003: Эра Джона Стоктона и Карла Мэлоуна
В сезоне 1984-85 самым полезным игроком защитной линии стал Марк Итон, в среднем за игру он делал 5,56 блок-шотов, набирал 9,7 очков и забирал 11,3 подбора, благодаря этим показателям он стал лучшим оборонительным игроком года.
С другой стороны, Джон Дрю сыграл всего в 19 матчах, что сказалось на общих результатах команды, так как он был самым результативным игроком. Однако «Джаз» удалось выйти в плей-офф, где им попался «Хьюстон Рокетс» со звёздными центровыми Хакимом Оладжьювоном и Ральфом Сэмпсоном. «Джаз» доминировали и вышли во второй раунд, победив в серии 3-2. Во втором раунде «Юте» попался «Денвер Наггетс», которому она уступила в серии 4-1.
В апреле 1985 года 50 % акций «Джаз» за $8 млн купил автодилер Ларри Миллер. Ему удалось стабилизировать финансовую ситуацию в клубе, кроме того, он рассчитывал на улучшение результатов команды. В итоге, на драфте НБА 1985 года «Джаз» выбрали Карла Мэлоуна.
Игра Мэлоуна сразу же начала приносить результат — в сезоне 1985-86 он в среднем набирал 14,9 очков и 8,9 подборов. Несмотря на то, что игрок стартового состава Дарелл Гриффит пропустил весь сезон из-за травмы, Мэлоун и Дэнтли большую часть сезона забивали с процентом .500. По итогам розыгрыша регулярного чемпионата 1985-86, «Джаз» проиграли в первом же раунде «Далласу» в серии 3-1.
В предсезонный период Бэттистоун намеревался продать команду Марву Волфенсону и Харви Ратнеру, которые собирались перевезти её в Миннеаполис. Ларри Миллер не хотел продавать свою долю, однако по контракту, который он подписал с Бэттистоуном, новые покупатели могли её перекупить, даже несмотря на отказ самого Миллера. В результате появилась сумма, за которую клуб мог быть продан — $28 млн, а годом ранее команда оценивалась в $16 млн. В последний момент Миллер согласился выкупить оставшуюся долю у Бэттистоуна за $14 млн, а команда осталась в Юте. Волфенсон и Ратнер в дальнейшем стали основателями «Миннесоты Тимбервулвз», которая в 1994 году попыталась перебраться в Новый Орлеан.
В сезоне 1986-87 команда начала меняться. Звёздный игрок «Юты» Эдриан Дэнтли, который начинал здесь карьеру,
был продан в «Детройт», в обмен команде достался Келли Трипука. Даррел Гриффит, который пропустил сезон 1985-86, уступил место в стартовой пятерке Бобби Хансену. Больше времени на позиции разыгрывающего получил Стоктон. Несмотря на это, команда окончила сезон с разницей побед и поражений 44-38, а в плей-офф в первом раунде уступила «Уорриорз».
В сезоне 1987-88 Стоктон занял место Рики Грина в стартовой пятёрке, а Мэлоун стал одним из лучших тяжёлых форвардов лиги. Команда окончила сезон с результатом 47-35. В первом раунде плей-офф «Джаз» победили «Портленд» в серии 3-1. Во втором раунде им встретился чемпион НБА прошлого сезона, «Лос-Анджелес Лейкерс». Первую игру дома выиграли «Лейкерс», вторую в Лос-Анджелесе выиграли «Джаз». В Солт-Лейк Сити в третьей игре серии победу одержала «Юта». Четвертую и пятую игру вновь выиграли «Лейкерс», а счёт в серии стал 3-3. В решающей седьмой игре «Лейкерс» победили со счётом 109-98. Несмотря на поражение, «Юте» удалось наконец показать ту игру, которую от неё ждали.

#### 1988—1990: Приезд Джерри Слоуна
В сезоне 1988-89 Фрэнк Лэйден после 17 игр подал в отставку, а команду возглавил Джерри Слоун. «Джаз» выиграли 51 матч в Среднезападном дивизионе и заняли в нём первое место. На Матче всех звёзд команду представляли Мэлоун, Стоктон и Итон. Итон второй раз за карьеру стал Лучшим игроком оборонительного плана, а команда начала подготовку к серии плей-офф. Появились реальные возможности доказать, что проигрыш во втором рауне «Лейкерс» в прошлом сезоне был случайностью. Однако, к разочарованию всего клуба, сеяные под вторым номером «Джаз» получили сеяную под седьмым номером «Голден Стэйт» и в первом же раунде проиграли в серии 3-0.
В следующем сезоне 1989-90 команда подверглась некоторым изменениям, Бобби Хансен вытеснил в стартовом составе Даррелла Гриффита. Также на скамейке оказался Бэйли, набиравший в среднем в прошлом сезоне по 19 очков, его заменил новичок Блю Эдвардс. Чаще стал выходить Итон. Итогом стали лучшие показатели для франшизы 55 побед при 27 поражениях. В дивизионе «Джаз» уступили только «Сан-Антонио» (56-26). Лидером стал Мэлоун, который по итогам сезона набирал в среднем 31 очко и совершал 11,1 подбора. Стоктон набирал по 17,2 очка и отдавал 14,5 передачи за игру. Для обоих это было лучшими показателями в карьере. По результативным передачам команда лидировала в НБА. В серии плей-офф «Джаз» попали на «Финикс», за который выступали «звёзды» Том Чамберс и Кевин Джонсон. Итогом встречи этих команд стало поражение «Джаз» в серии 3-2. Стало окончательно понятно, что один из лидеров сезона неудачно выступает в плей-офф.

#### 1990—1996: Налаживание связей
В сезоне 1990-91 было сделано ещё несколько шагов по выстраиванию команды. В результате сделки между тремя клубами в «Джаз» из «Вашингтона» пришёл атакующий защитник Джефф Мэлоун. Из «Юты» в «Сакраменто» отправились Эрик Лекнер и Боб Хансен. В свою очередь из «Сакраменто» в Вашингтон перебрался Первис Эллисон.
Сезон «Юта» начала с результатом 22-15, а в январе-феврале «выстрелила» 27-8, в том числе с помощью Джеффа Мэлоуна, который набирал в том сезоне 18,6 очка за игру. В итоге три игрока Джон Стоктон, Карл и Джефф Мэлоуны в среднем набирали больше половины очков за игру — 64,8 из 104. «Джаз» финишировали с результатом 54-28, заняли второе место в дивизионе, проиграв лишь на один матч больше, чем лидер — «Сан-Антонио», также как и в прошлом сезоне. В серии плей-офф «Юте» второй года подряд попалась команда «Финикс Санз». В серии «Юта» победила 3-1, а во втором раунде вышла на «Портленд», которые защищали титул чемпиона Западной конференции. В серии «Джаз» уступили более опытным «Блэйзерс» 4-1, однако в целом выступили хорошо, в большинстве игр проиграв лишь с разницей в несколько очков.
Сезон 1991-92 был одним из самых удачных в истории клуба. Команда переехала в новый зал, Энерджи Солюшнз-арена с количеством мест 19,911. Предыдущая арена, Солт Пэлэс вмещала всего 12 тысяч зрителей и была менее представительной. В начале сезона для усиления линии защиты был куплен Тайрон Корбин, в обмен в «Миннесоту» отправился любимец зрителей Тёрл Бэйли. В сезоне «Джаз» выступили удачно, при соотношении побед и поражений 55-27, и впервые с 1989 года завоевали титул чемпиона Среднего Запада. В первом раунде плей-офф «Джаз» победили «Лос-Анджелес Клипперс» (счёт в серии 3-2), во втором раунде одолели «Сиэтл Суперсоникс» (4-1), впервые добравшись до финала Западной конференции. Однако здесь их снова ждал «Портленд», которому «Джаз» уступили в серии 4-2 и вновь не попали в Финал.
Сезон 1992-93 закончился с разницей побед и поражений 47-35, что было гораздо хуже предыдущих, а команда заняла 3-е место в дивизионе. Позиция центрового, на которой выступал Марк Итон, была наиболее слабым местом, так как игрока преследовали травмы и он был уже не молод.
Единственным светлым пятном стал «Звёздный уикенд» и предшествующие ему события. В первом раунде плей-офф «Джаз» уступили «Суперсоникс» со счётом серии 3-2. По окончании сезона команда получила из «Миннесоты» центрового Майка Брауна.
В сезоне 1993-94 «Джаз» продали Джеффа Мэлоуна в «Филадельфию», а в команду перешёл атакующий защитник Джефф Хорнасек. Хорнасек хорошо взаимодействовал со Стоктоном, а результаты «Юты» по итогам сезона улучшились — команда одержала 53 победы при 29 поражениях. В первом раунде плей-офф «Юте» попался «Сан-Антонио» с Дэвидом Робинсоном. В регулярном сезоне его результативность достигала 29,8 очков в среднем за матч, с процентом попаданий 50 %, однако в матчах плей-офф игрокам «Юты» удалось прикрыть «адмирала» — его показатели составили всего 20 очков и 41 %. Во втором раунде в борьбе с «Денвер Наггетс» команда легко повела в серии 3-0, однако потом потерпела три поражения подряд, в итоге выиграв 4-3 и попав в финал Западной конференции. В финале конференции «Юта» уступила будущему чемпиону «Хьюстон Рокетс» 4-1.
В сезоне 1994-95 «Юта» вновь могла рассчитывать на чемпионство — у команды была необходимая глубина состава и талантливые игроки. Из-за травмы 34 игры был вынужден пропустить игрок стартовой пятерки Фелтон Спенсер, однако в итоге команда одержала 60 побед при 22 поражениях. Неудача подстерегла команду в первом раунде плей-офф: «Юта» уступила «Хьюстон Рокетс» в серии 3-2.
В сезоне 1995-96 к команде присоединился Грег Остертаг. Сезон «Юта» закончила с показателями 55-27 и в третий раз в истории добралась до финала Западной конференции, где почти отыгралась со счёта 3-1, однако в итоге уступила «Сиэтлу» 4-3.

#### 1996—2003: Конец «эры Джона Стоктона и Карла Мэлоуна»
В следующих двух сезонах «Юта» могла сосредоточиться на регулярном чемпионате. В сезоне 1996-97 команда продемонстрировала лучшие показатели в истории по соотношению побед и поражений в сезоне 64-18. «Джаз» заняла первое место в Среднезападном дивизионе и установила рекорд Западной конференции. В команде остались такие звёзды как Стоктон, Мэлоун и Хорнасек, а также Расселл, Карр, Эйсли и Андерсон. По итогам сезона Мэлоун в первый раз стал MVP регулярного чемпионата с показателями 27,4 очка, 9,9 подборов и 4,5 результативных передачи в среднем за игру.
Команда дошла до финала плей-офф, одержав победы над «Лос-Анджелес Клипперс» (в серии 3-0) и «Хьюстон Рокетс» (4-2). В финале «Джаз» ждала «Чикаго Буллз» с Майклом Джорданом. «Джаз» проиграли серию 4-2, в последних двух матчах уступив на последних секундах (90-88 и 90-86)..
В период подготовки к новому сезону состав «Джаз» не претерпел серьёзных изменений. Перед началом нового сезона 1997-98 годов «Юта» снова рассматривалась как один из претендентов на титул. Однако перед началом нового сезона тяжёлую травму колена получил Джон Стоктон и пропустил первые 18 игр (11-7). После его возвращения команда выиграла 51 игру при 13 поражениях, а итоговый результат оказался немного хуже предыдущего сезона: 62-20. При этом команда вновь стала чемпионом Среднего Запада и в плей-офф получила преимущество своего поля.
В серии плей-офф «Юта» в первом раунде победила «Хьюстон» (4-2), а во втором — «Сан-Антонио» (4-1), третий год подряд попав в финал Западной конференции. В финале конференции «Юте», которую представляли такие «ветераны» баскетбола, как Стоктон, Мэлоун и Хорнасек (средний возраст 34,3 года), предстояло встретиться с «Лос-Анджелес Лейкерс», за которую выступали Шакил О’Нил, Эдди Джонс, Ник Ван Эксель и молодой Коби Брайант.
«Юта» начала задавать тон игре с первого же матча, выиграв его со счётом 112-77. Во второй игре счёт был менее разгромным, однако она также завершилась в пользу «Джаз», 99-95. Третья и четвёртая игра закончились со средней разницей в 7,5 очков, однако и здесь «Юта» была сильнее соперника, обыграв его в серии 4-0. В итоге «Джаз» завоевали вторую подряд путевку в Финал НБА.
В Финале 1998 года «Джаз» вновь встретились с «Чикаго Буллз». Первую игру дома команда выиграла в овертайме со счётом 88-85. Однако во второй игре, несмотря на не очень хорошее начало, сильнее оказались «Буллз», выиграв со счётом 93-88. Третья игра была лёгкой прогулкой для «быков», в которой они победили 96-54. Во второй домашней игре в Чикаго «Буллз» вновь победили, но уже с менее разгромным счётом 86-82 и повели в серии 3-1. «Джаз» удалось собраться и выиграть пятую игру, которая была гостевой, со счётом 83-81, а счёт в серии стал 3-2, таким образом понадобилась шестая игра, которая должна была пройти в Солт-Лейк Сити. «Джаз» на протяжении всего матча лидировали, однако в концовке «Чикаго» прибавило и на последних секундах матча Майкл Джордан забросил мяч, который определил исход игры в пользу «Буллз»: 87-86. С разницей в одно очко и счётом в серии 4-2 «Чикаго Буллз» вновь выиграли титул.
Сезон 1998-99 стал короче из-за локаута, команды сыграли всего 50 игр. «Юта» финишировала с показателем 37-13, разделив первое место со «Спёрс». В первом раунде плей-офф в пяти матчах была обыграна команда из Сакраменто, однако во втором раунде потерпели поражение от «Портленда». Несмотря на неудачное выступление команды, ещё один титул
MVP получил Карл Мэлоун.
В следующем сезоне 1999-00 годов «Джаз» вновь удалось занять первое место в Среднезападном дивизионе с количеством побед и поражений 55-27, однако во втором раунде плей-офф команду вновь выбил «Портленд». По итогам сезона карьеру завершил Хорнасек, в результате сделки с участием четырёх команд «Юту» покинул Ховард Эйсли. Из приобретений можно отметить покупку Дониелла Маршалла, а также в первом раунде драфта 2000 года был выбран молодой и многообещающий Дешон Стивенсон.
Сезон 2000-01 команда завершила с результатом 53-29, однако неудачно выступила в плей-офф, проиграв в первом же раунде «Далласу», причем выигрывала в серии 2-0. Вылет в первом же раунде стал самым неудачным выступлением команды с сезона 1994-95 годов.
Сезон 2001-02 стал дебютным для российского игрока Андрея Кириленко, в среднем за игру он набирал 10,7 очка, забирал 4,9 подборов, а также делал 1,91 блок-шот. Команда начала сезон посредственно, в первые два месяца соотношение побед и поражений выглядело как 16-15, финишировала также не очень удачно: 12-13. Итоговые показатели за сезон составляли 44 победы при 38 поражениях. В первом же раунде плей-офф команда уступила «Сакраменто Кингз» в серии 3-1.
Перед началом сезона 2002-03 в другие клубы отправились Маршалл и Расселл, вместо них из «Филадельфии» пришёл Мэтт Харпринг. Он заменил Мэлоуна в стартовой пятерке и набирал лучшие показатели в карьере — в среднем 17,6 очков и 6,6 подборов. «Джаз» не удалось преодолеть рубеж в 50 побед за сезон — команда выиграла 47 матчей при 35 проигранных. В первом раунде серии плей-офф «Юте» вновь встретились «Сакраменто Кингз», а в серии из семи матчей вновь победили «короли»: 4-1.
По окончании сезона окончилась «эра Стоктона и Мэлоуна»: первый завершил карьеру, а второй на правах свободного агента перешёл в «Лос-Анджелес Лейкерс».

### 2003—2006: Перестройка
В сезоне 2003/04 Андрей Кириленко стал лучшим игроком «Юты Джаз» по результативности (16,2), подборам (8,1), перехватам (1,92) и блок-шотам (2,76). Занял третье место в лиге по блок-шотам и четвёртое по перехватам и был пятым в голосовании лиги за звание Оборонительный игрок года. Кириленко вошёл во вторую символическую оборонительную сборную НБА. Был выбран тренерами в качестве запасного игрока в команду Запада на Матч всех звёзд НБА 2004 года в Лос-Анджелесе. По итогам сезона «Юта» в плей-офф не попала.
В межсезонье команда сделала шаги по укреплению состава, подписав контракты с Карлосом Бузером и Мехметом Окуром в качестве свободных агентов и переподписав Карлоса Арройо и Гордана Гиричека. В середине сезона 2004/05 Кириленко получил тяжёлую травму руки и вернулся на площадку лишь осенью 2005 года. Сыграл всего в 41 матче, пропустив 26 игр из-за растяжения правого колена, 14 игр из-за перелома левой руки, полученного в игре против «Вашингтона» 24 марта, и пропустил матч 15 февраля против «Кливленда» из-за растяжения правой лодыжки. Стал вторым игроком команды по результативности, набирая в среднем 15,6 очка за матч, и возглавил «Джаз» по количеству перехватов (1,63). По итогам сезона вошёл в первую символическую оборонительную сборную НБА. «Джаз» закончили сезон 2004/05 с результатом 26 побед при 56 поражениях, их худший показатель со времен сезона 1981/82.
Летом 2005 года «Джаз» использовали 3 пик на Драфте чтобы выбрать Дерона Уильямса и переподписали контракт с Андреем Кириленко на максимальную сумму, таким образом Андрей стал одним из самых высокооплачиваемых спортсменов России — его ежегодный заработок в «Юте Джаз» составлял около 15,3 миллионов долларов. Сезон 2005/06 стал для россиянина самым удачным в карьере, сыграв в 69 играх, из них в 63 выходя с первых минут. Пропустил в общей сложности 13 игр из-за травм. Кириленко стал лидером НБА по общему числу блок-шотов (220) и по количеству блок-шотов за игру (3,32), а также сделал два трипл-дабла. Стал третьим в команде по результативности (15,3) и подборам (8,0), вторым по передачам (4,3), лидировал по блок-шотам (3,19) и перехватам (1,48), проводя 37,7 минуты на площадке в среднем за игру. Окур и Кириленко продемонстрировали хорошую игру по ходу сезона, Уильямс, несмотря на спад в середине сезона, не разочаровал, попав по итогам сезона в первую сборную новичков НБА. Тем не менее, владелец клуба Ларри Миллер выразил недовольство результатами команды. Джаз остался всего в 3 играх вне зоны плей-офф, закончив сезон с показателями 41-41.

### 2006—2011: Эра Дерона Уильямса

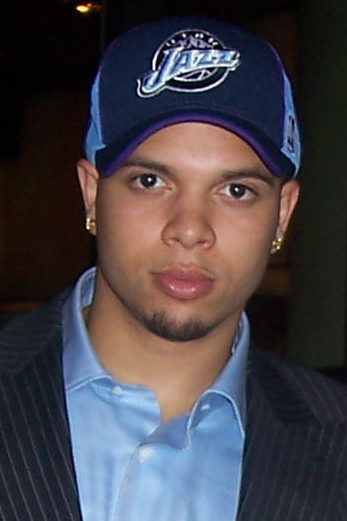
Дерон Уильямс выбран под третьим номером на драфте НБА 2005 года командой «Юта Джаз».

В сезоне 2006/07 главный тренер «джазменов» Джерри Слоун строил атакующую игру команды через Дерона Уильямса, Карлоса Бузера и Мехмета Окура, что вызвало резкое недовольство Андрея Кириленко. Сам баскетболист в интервью российским СМИ неоднократно заявлял, что если командная игра «Юты» не изменится, он не исключает своего перехода в другой клуб. Однако россиянин остался в команде. Дерон Уильямс значительно усовершенствовал свои навыки, заняв третье место в лиге по передачам за игру с 9,3 (после Стива Нэша и Криса Пола). В сезона 2006/07 показатели «Джаз» значительно улучшились по сравнению с предыдущими годами, достигнув показателя 51-31. «Юта Джаз» дошли до финала конференции последовательно обыграв «Хьюстон Рокетс» (4-3), «Голден Стэйт Уорриорз» (4-1), но уступили более опытным «Сан-Антонио Спёрс».

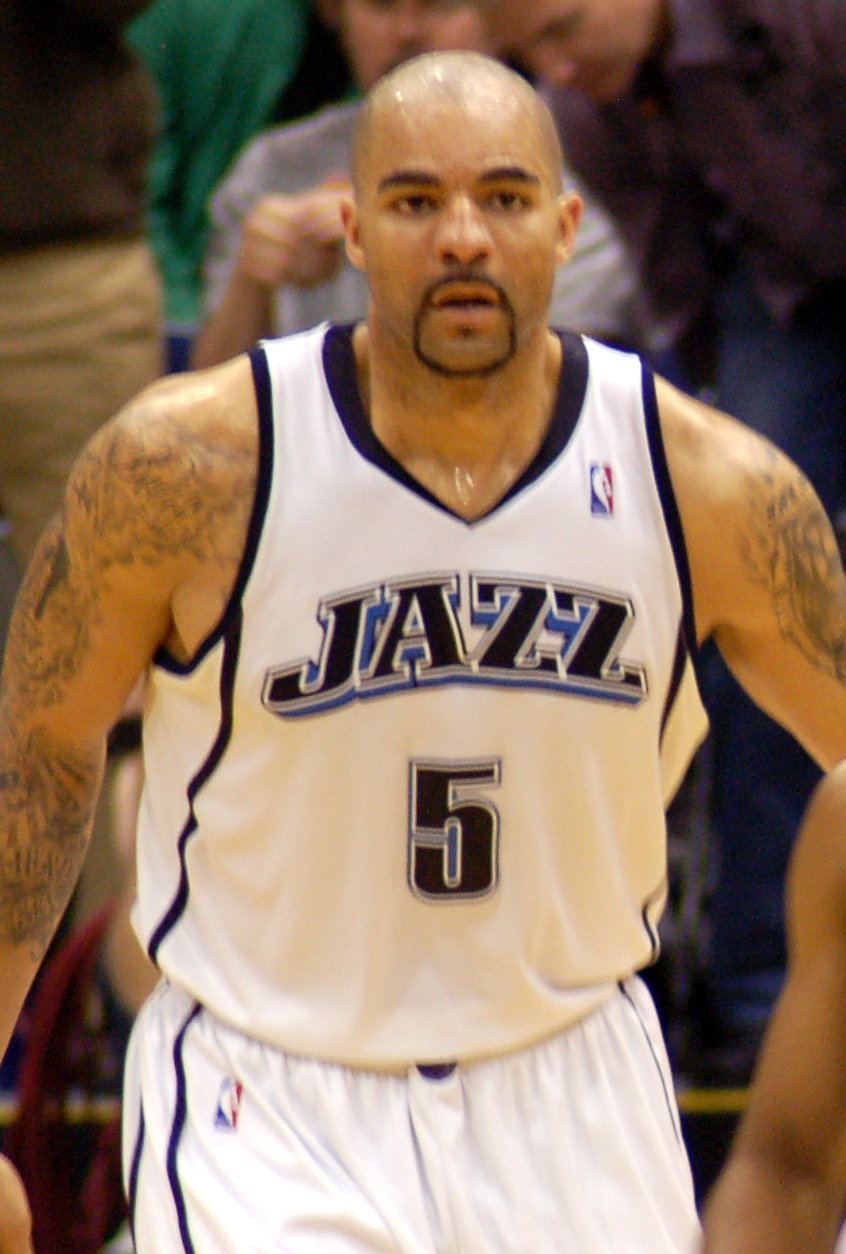
Карлос Бузер отыграл за «Джаз» 6 сезонов.

В сезоне 2007/08, несмотря на споры и разговоры об обмене в межсезонье, Андрей Кириленко продемонстрировал свою игру, улучшив статистику во всех показателях по сравнению с предыдущим сезоном и, казалось, был доволен своей новой ролью в качестве защитника и резервного бомбардира. «Джаз» закончили регулярный сезон пятым в Западной конференции с показателем 54-28. Дерон Уильямс был включён во вторую сборную всех звёзд НБА. «Джаз» обыграв в первом раунде «Хьюстон Рокетс» (4-2), затем уступив «Лос-Анджелес Лейкерс» (4-2).
Сезон 2008/09 стал трудным для «Джаз», они боролись с травмами, которые нарушили командную химию. Трое лидеров команды пропустили много времени из-за болезней или травм; Уильямс пропустил 13 из первых 15 игр, Бузер пропустил больше половины сезона, и Окур пропустил большую часть сезона за счёт травм и болезни отца, что заставило его поехать в родную Турцию в начале сезона. Владелец «Джаз» Ларри Миллер умер от осложнений диабета. Его сын, Грег Миллер, стал новым генеральным менеджером команды. «Джаз» закончили сезон с показателем 48-34, заняв последнюю строчку в плей-офф, после чего они были разгромлены «Лос-Анджелес Лейкерс» уже второй год подряд (4-1).
В сезоне 2009/10 Кириленко пропустил 13 из последних 15 игр сезона из-за травмы, за день до первой игры плей-офф у него произошло обострение травмы и Андрей пропустил первый раунд плей-офф против «Денвер Наггетс», сумев восстановиться лишь ко второму раунду плей-офф против «Лос-Анджелес Лейкерс», где Кириленко провёл две игры и «Джаз» вновь уступили (4-0). Дерон Уильямс был включён во вторую сборную всех звёзд НБА второй раз за свою карьеру.
10 февраля 2011 года главный тренер Джерри Слоун ушел в отставку из-за конфликта с главной звездой клуба Дероном Уильямсом, которого затем обменяли в «Нью-Джерси Нетс» на два пика первого раунда драфта, игроков Деррика Фэйворса и Дэвина Харриса. Оставшуюся часть сезона джазмены продолжали бороться, но заняли лишь 11 место в Западной конференции с показателем 39-43, пропустив впервые плей-офф с 2006 года. В межсезонье Андрей Кириленко даже не рассматривал вопрос о подписании контракта с «Юта Джаз».

#### 2010: Насыщенное межсезонье
На драфте НБА 2010 года команда выбрала под номером 9 Гордона Хэйуорда, а также Джереми Эванса под 55-м номером.
7 июля 2010 года Бузер договорился с «Чикаго Буллз» о четырёхлетнем контракте на сумму 80 млн.долл. Так как «Юта» превратила сделку в sign-and-trade, она смогла получить около 13 млн от стоимости игрока у «Чикаго». Также через два дня договоренности с «Чикаго» достиг Кайл Корвер. Подробности сделки не разглашались, однако по оценкам его трёхлетнее соглашение составляло около 13 млн.долл. 10 июля 2010 года в «Портленд» ушёл Уэсли Мэттьюз, контракт стоимостью 33 млн был рассчитан на пять лет.
Через неделю «Юта» продала Косту Куфоса и два пика первого раунда будущих драфтов в «Миннесоту» за Эла Джефферсона.

### 2017—2022: Эра Гобера и Митчелла
После ухода Хейуорда команда плохо начала сезон, Гобер получил травму, а лидера, который мог бы набирать очки, не было. В итоге к концу декабря команда оказалась в минусе с балансом побед и поражений 17-21. Попытки найти игрока, который мог бы заменить Хэйуорда, не увенчались успехом. Даже несмотря на переход в «Джаз» распасовщика Рики Рубио, он не отличался стабильностью в атаке. В начале нового года команда решила купить перспективного новичка Донована Митчелла, выбранного «Денвер Наггетс». В обратном направлении отправился 24-й пик Трей Лайлз. Обмен оказался удачным, Митчелл быстро стал игроком стартового состава, а также хорошим бомбардиром, лидируя в команде и среди новичков по набранным очкам. С возвращением в строй Гобера команда прибавила, а к концу февраля сыграла 9-2. К моменту закрытия окна переходов к команде присоединился Джей Краудер, а в «Кливленд» отправился Родни Худ. Краудер, который рассматривался как игрок защиты, переквалифицировался в тяжёлого форварда, в итоге команда стала играть в быстрый атакующий баскетбол, но в то же время неплохо играла в защите. В итоге команда смогла выиграть 17 из оставшихся 23 игр, что помогло занять 5-е место в Западной конференции и попасть в плей-офф, где встретилась в первом раунде с «Оклахомой». Можно сказать, что перестройка завершилась.

### 2022 год—настоящее время: Эпоха после ухода Гоберта и Митчелла

#### 2022 год: уход Гоберта и Митчелла
5 июня 2022 года Куин Снайдер объявил о своей отставке с поста главного тренера «Джаз».
29 июня клуб объявил, что новым главным тренером станет Уилл Харди, который ранее занимал должность помощника главного тренера в «Бостон Селтикс».
1 июля 2022 года «Джаз» обменяли трехкратного обладателя награды «Лучший оборонительный игрок НБА» Руди Гобера в «Миннесоту Тимбервулвз» на Малика Бизли, Патрика Беверли, Джарреда Вандербилта, Леандро Больмаро и Уокера Кесслера. «Джаз» также получили от «Тимбервулвз» четыре будущих выбора первого раунда драфта.
5 августа 2022 года Беверли был обменян в «Лос-Анджелес Лейкерс» на Стэнли Джонсона и Тэйлена Хортона-Такера.
1 сентября 2022 года «Джаз» обменяли трехкратного участника матча всех звезд защитника Донована Митчелла в «Кливленд Кавальерс» на Коллина Секстона, Лаури Маркканена, Очаи Агбаджи, три незащищенных драфт-пика первого раунда драфта (2025, 2027 и 2029) и два обмена пиками (2026 и 2028).

## Игроки «Юты» на Олимпиадах
| Год            | Игрок            | Национальность | Итог       |
| -------------- | ---------------- | -------------- | ---------- |
| Барселона 1992 | Джон Стоктон     | США            |            |
| Барселона 1992 | Карл Мэлоун      | США            |            |
| Атланта 1996   | Джон Стоктон     | США            |            |
| Атланта 1996   | Карл Мэлоун      | США            |            |
| Афины 2004     | Карлос Бузер     | США            |            |
| Афины 2004     | Карлос Арройо    | Пуэрто-Рико    | 6-е место  |
| Пекин 2008     | Карлос Бузер     | США            |            |
| Пекин 2008     | Дерон Уильямс    | США            |            |
| Пекин 2008     | Андрей Кириленко | Россия         | 9-е место  |
| Токио 2020     | Джо Инглс        | Австралия      |            |
| Токио 2020     | Мийе Они         | Нигерия        | 10-е место |
| Токио 2020     | Руди Гобер       | Франция        |            |

## Статистика сезонов

### Статистика последних сезонов
И = Сыгранные матчи, В = Выигрыши, П = Проигрыши, П% = Процент выигранных матчей
| Сезон   | И  | В  | П  | П%    | Место в дивизионе | Плей-офф                                           |
| ------- | -- | -- | -- | ----- | ----------------- | -------------------------------------------------- |
| 2016/17 | 82 | 51 | 31 | 62,2% | 1-е, Северо-запад | Проиграли в полуфинале конференции, 0-4 (Уорриорз) |
| 2017/18 | 82 | 48 | 34 | 58,5% | 3-е, Северо-запад | Проиграли в полуфинале конференции, 1-4 (Рокетс)   |
| 2018/19 | 82 | 50 | 32 | 61%   | 3-е, Северо-запад | Проиграли в первом раунде, 1-4 (Рокетс)            |
| 2019/20 | 72 | 44 | 28 | 61,1% | 3-е, Северо-запад | Проиграли в первом раунде, 3-4 (Наггетс)           |
| 2020/21 | 72 | 52 | 20 | 72,2% | 1-е, Северо-запад | Проиграли в полуфинале конференции, 2-4 (Клипперс) |

## Текущий состав
| \| Поз. \| № \| Гражд. \| Имя \| Рост \| Вес \| Откуда \| \| ---- \| -- \| ----------- \| ------------------ \| ------ \| ------ \| ------------------- \| \| З \| 00 \| Филиппины ! \| Джордан Кларксон \| 193 см \| 88 кг \| Миссури \| \| Ф \| 0 \| ! \| Тейлор Хендрикс \| 206 см \| 98 кг \| Центральная Флорида \| \| З \| 2 \| ! \| Коллин Секстон \| 185 см \| 86 кг \| Алабама \| \| З \| 3 \| ! \| Кейонте Джордж \| 193 см \| 84 кг \| Бэйлор \| \| Ф \| 5 \| ! \| Коди Уильямс \| 201 см \| 86 кг \| Колорадо \| \| З \| 11 \| ! \| Джейден Спрингер \| 193 см \| 92 кг \| Теннесси \| \| З \| 13 \| ! \| Айзейя Коллиер \| 191 см \| 95 кг \| УСК \| \| З \| 16 \| ! \| Элайджа Харклесс \| 191 см \| 88 кг \| УНЛВ \| \| З/Ф \| 19 \| Украина ! \| Святослав Михайлюк \| 201 см \| 93 кг \| Канзас \| \| Ф \| 20 \| ! \| Джон Коллинз \| 206 см \| 103 кг \| Уэйк-Форест \| \| Ц \| 22 \| ! \| Кайл Филиповски \| 211 см \| 113 кг \| Дьюк \| \| Ф \| 23 \| Финляндия ! \| Лаури Маркканен \| 213 см \| 109 кг \| Аризона \| \| Ц \| 24 \| ! \| Уокер Кесслер \| 213 см \| 111 кг \| Оберн \| \| Ц \| 25 \| ! \| Майка Поттер \| 208 см \| 111 кг \| Висконсин \| \| Ф \| 28 \| ! \| Брайс Сенсабо \| 196 см \| 107 кг \| Огайо Стэйт \| \| З \| 33 \| ! \| Джонни Джузэнг \| 196 см \| 95 кг \| УКЛА \| \| Ц \| 34 \| ДР Конго ! \| Оскар Шибвэй \| 198 см \| 98 кг \| Кентукки \| \| Ф \| 34 \| ! \| Кеньон Мартин мл. \| 198 см \| 98 кг \| IMG Academy \| | Главный тренер - Уилл Харди Ассистенты тренера - Эван Брэддс - Рик Хиггинс - Крис Джонс - Скотт Моррисон - Шон Шелдон - Джейсон Терри - Майк Уилльямс Состав • Переходы Последнее изменение: 2 марта 2025 года |             |                    |        |        |                     |
| Поз. | № | Гражд.      | Имя                | Рост   | Вес    | Откуда              |
| З | 00 | Филиппины ! | Джордан Кларксон   | 193 см | 88 кг  | Миссури             |
| Ф | 0 | !           | Тейлор Хендрикс    | 206 см | 98 кг  | Центральная Флорида |
| З | 2 | !           | Коллин Секстон     | 185 см | 86 кг  | Алабама             |
| З | 3 | !           | Кейонте Джордж     | 193 см | 84 кг  | Бэйлор              |
| Ф | 5 | !           | Коди Уильямс       | 201 см | 86 кг  | Колорадо            |
| З | 11 | !           | Джейден Спрингер   | 193 см | 92 кг  | Теннесси            |
| З | 13 | !           | Айзейя Коллиер     | 191 см | 95 кг  | УСК                 |
| З | 16 | !           | Элайджа Харклесс   | 191 см | 88 кг  | УНЛВ                |
| З/Ф | 19 | Украина !   | Святослав Михайлюк | 201 см | 93 кг  | Канзас              |
| Ф | 20 | !           | Джон Коллинз       | 206 см | 103 кг | Уэйк-Форест         |
| Ц | 22 | !           | Кайл Филиповски    | 211 см | 113 кг | Дьюк                |
| Ф | 23 | Финляндия ! | Лаури Маркканен    | 213 см | 109 кг | Аризона             |
| Ц | 24 | !           | Уокер Кесслер      | 213 см | 111 кг | Оберн               |
| Ц | 25 | !           | Майка Поттер       | 208 см | 111 кг | Висконсин           |
| Ф | 28 | !           | Брайс Сенсабо      | 196 см | 107 кг | Огайо Стэйт         |
| З | 33 | !           | Джонни Джузэнг     | 196 см | 95 кг  | УКЛА                |
| Ц | 34 | ДР Конго !  | Оскар Шибвэй       | 198 см | 98 кг  | Кентукки            |
| Ф | 34 | !           | Кеньон Мартин мл.  | 198 см | 98 кг  | IMG Academy         |

## Изъятые из обращения номера
- 1 Фрэнк Лэйден, главный тренер, 1981—1988
- 4 Эдриан Дэнтли, Ф, 1979—1986
- 7 Пит Маравич, З, 1974—1979
- 9 Ларри Х. Миллер, владелец, 1985—2009 (посмертно)
- 12 Джон Стоктон, З, 1984—2003
- 14 Джефф Хорнасек, З, 1994—2000
- 32 Карл Мэлоун, Ф, 1985—2003
- 35 Дарелл Гриффит, З, 1980—1991
- 53 Марк Итон, Ц, 1982—1993
- микрофон «Hot» Rod Hundley, комментировал в период с 1974 по 2009